# Porseleinzwam
De porseleinzwam (Oudemansiella mucida) is een schimmel behorend tot de familie Physalacriaceae. De witte tot ivoorkleurige plaatjeszwam heeft een hoed die bedekt is met een slijmlaag. De vruchtlichamen staan meestal in groepen. De soort groeit saprobiotisch, maar met name parasitair op takken of stammen van de beuk, meer zelden op andere loofbomen (zoals eiken) en zeer zelden op sparren. Hij komt vooral voor in bergachtige gebieden. 

## Kenmerken

### Uiterlijke kenmerken
Hoed
De hoed is 2 tot 10 cm breed, aanvankelijk bolvormig, later platter, bleekgrijs als ze jong is, dan meer witachtig met een iets okerkleurige aanzet in het midden, enigszins doorschijnend, slijmerig.  
Lamellen
De lamellen zijn adnex aan de steel aangehecht. Ze zijn wit, dik en staan uiteen. Het overvloedig vrijkomende sporenpoeder bedekt vaak het gebied rond de vruchtlichamen. 
Steel
De steel is 3 tot 10 cm lang (de lengte is ongeveer anderhalve keer de diameter van de hoed) en 3 tot 10 mm dik. Met een knotsvormige steelvoet, deze verdikking kan tot 20 mm breed worden. Hij heeft bovenaan een ring (velumring) die aan de bovenkant geribbeld is.
Geur en smaak
Het witte vlees heeft geur noch smaak. 

### Microscopische kenmerken
De sporen zijn wit en ongeveer bolvormig, met afmetingen van 13-18 × 12-15 µm. De hoedhuid bestaat uit knotsvormige, rechtopstaande, dicht opeengepakte cellen.

### Ecologische kenmerken
De porseleinzwam kom bijna uitsluitend voor op beuken, ze groeien vaak hoog boven de grond. Het is een parasitaire soort die ook een tijdje als saprofyt kan overleven (op afgestorven stammen). De soort komt voor in gebieden met een zandgrond. In de herfst is het vruchtlichaam van de paddenstoel te zien.

## Naamgeving
In 1794 beschreef Heinrich Adolf Schrader de schimmel en gaf hem de wetenschappelijke naam Agaricus mucidus. De huidig geaceepteerde naam dateert uit 1909, toen de Oostenrijkse mycoloog Franz Xaver Rudolf von Höhnel de soort overbracht naar het geslacht Oudemansiella. Oudemansiella werd in 1881 geïntroduceerd door Carlos Luigi Spegazzini en vernoemd naar de Nederlandse mycoloog Cornelius Anton Jan Abraham Oudemans (1825–1906). De soortaanduiding mucida verwijst naar de laag transparant slijm die de doppen van porseleinen schimmels bedekt. Synoniemen van Oudemansiella mucida zijn onder meer Agaricus mucidus, Collybia mucida, Armillaria mucida en Mucidula mucida.

## Verspreiding
De porseleinzwam is inheems in Europa en specifiek voor beukenhout, waar het in de herfst verschijnt op de stam van levende beuken en soms op de dode boomstammen en gevallen takken. Het is een   parasitaire of zwak saprobische soort. Hoewel de soort een sterke relatie heeft met beuk, wordt deze in zeldzame gevallen ook op eiken aangetroffen. 
De porseleinzwam komt voor in heel Noord- en Midden-Europa, waar beuken voorkomen en in zijn habitat is deze schimmel een veelvoorkomende soort. Wanneer de zwam op een beuk wordt aangetroffen, verdringt het gewoonlijk andere schimmels door middel van een krachtig antischimmelmiddel genaamd strobilurine.
In Nederland komt hij algemeen voor. Hij staat niet op de rode lijst en is niet bedreigd.

## Chemische eigenschappen
Ontdekt is dat de porseleinzwam een krachtig fungicide afgeeft dat concurrenten afschrikt of zelfs vernietigt. Deze antischimmelmiddelen, bekend als strobilurines, (zoals oudemansine A van de porseleinzwam) zijn gebruikt in de landbouwsector omdat ze gewassen beschermen tegen aanvallen van veel Ascomyceten. Hoewel ze later door industriële chemici zijn verbeterd, werden de eerste strobilurine-fungiciden geïsoleerd uit houtrottende paddenstoelenschimmels zoals Oudemansiella mucida en in het bijzonder Strobilurus tenacellus, een andere witsporige, houtrottende schimmel.

## Foto's

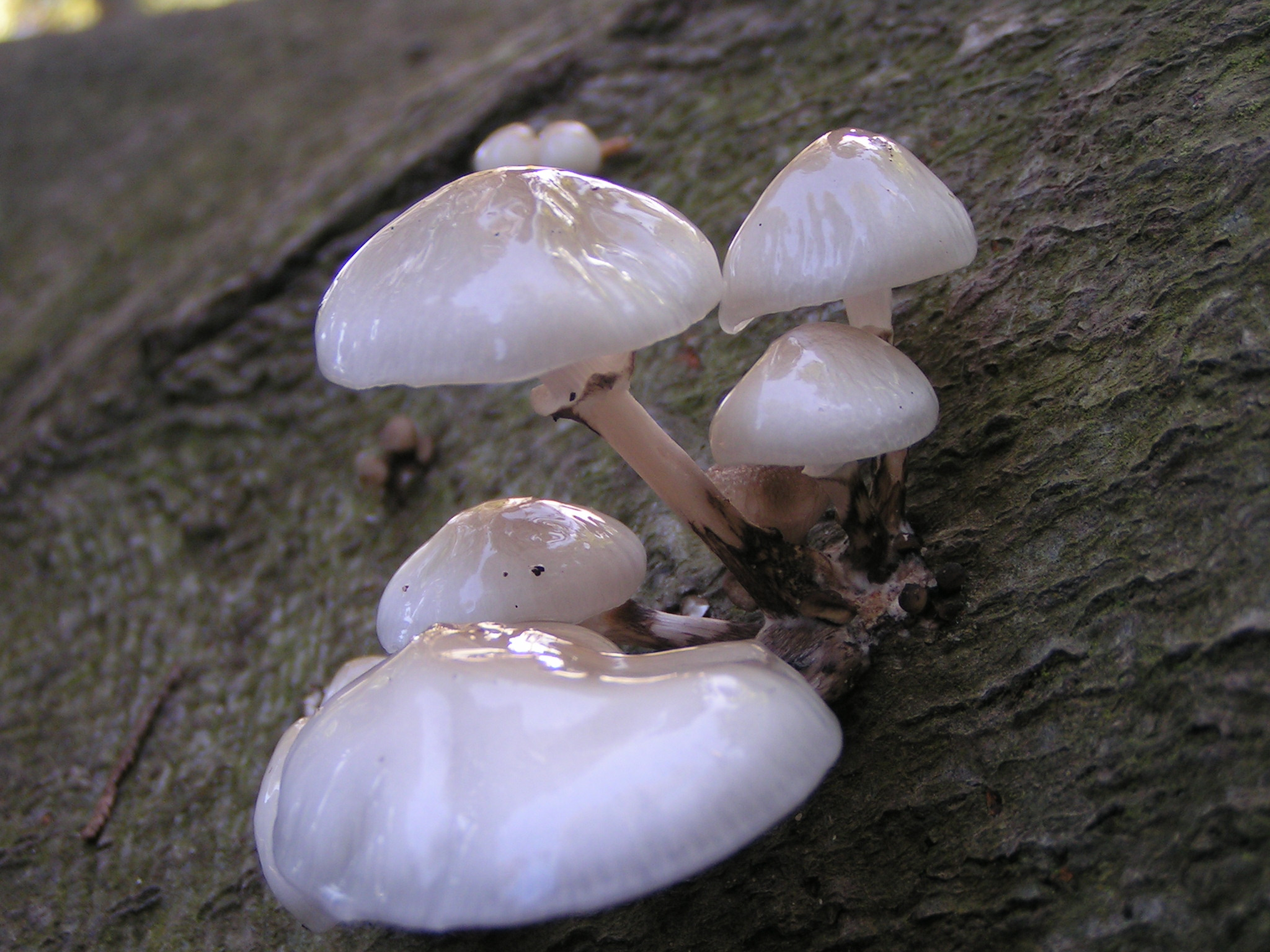
Op deze exemplaren van de porseleinzwam is de karakteristieke slijmlaag goed zichtbaar.
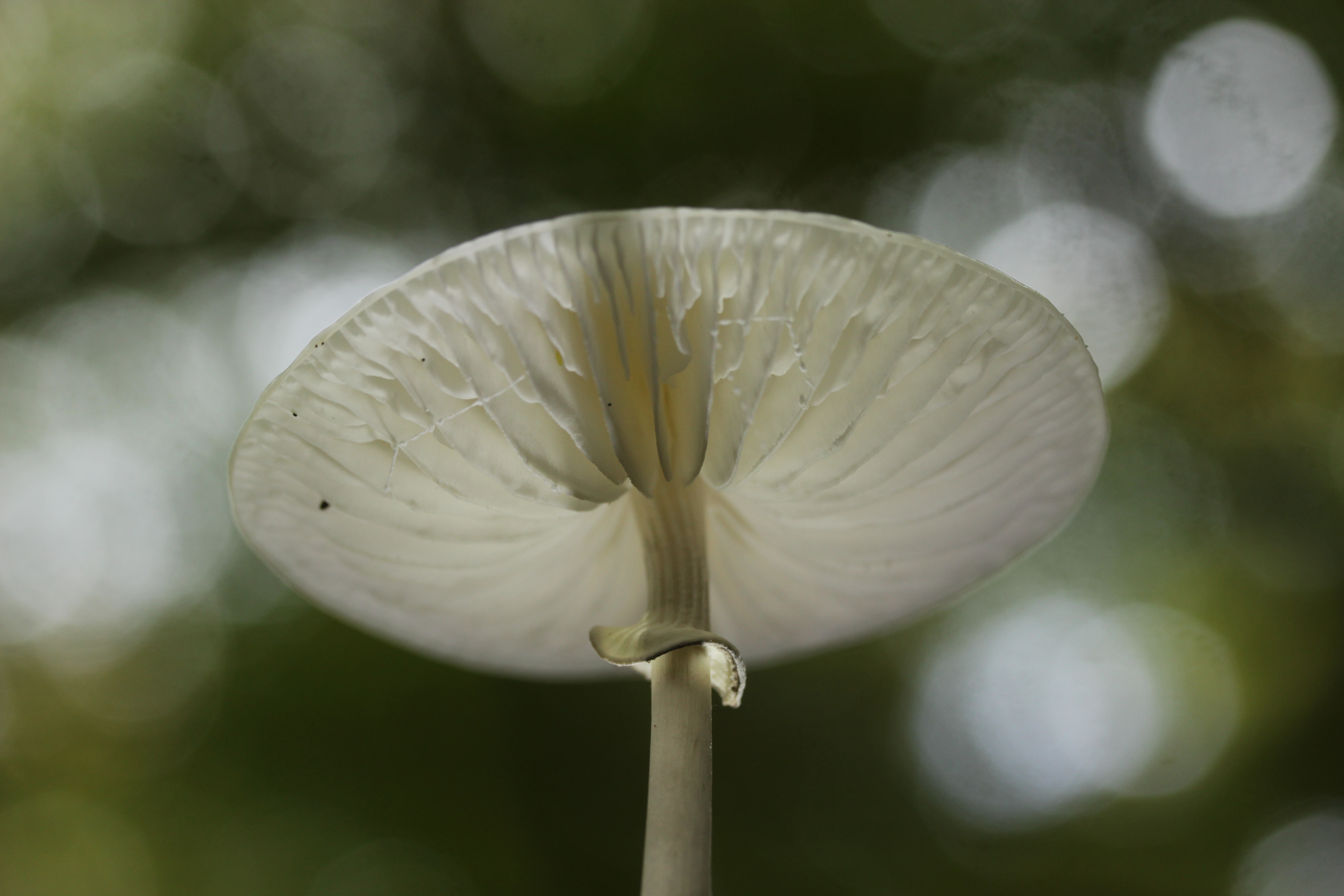
Lamellen en centraal geplaatste steel met ring
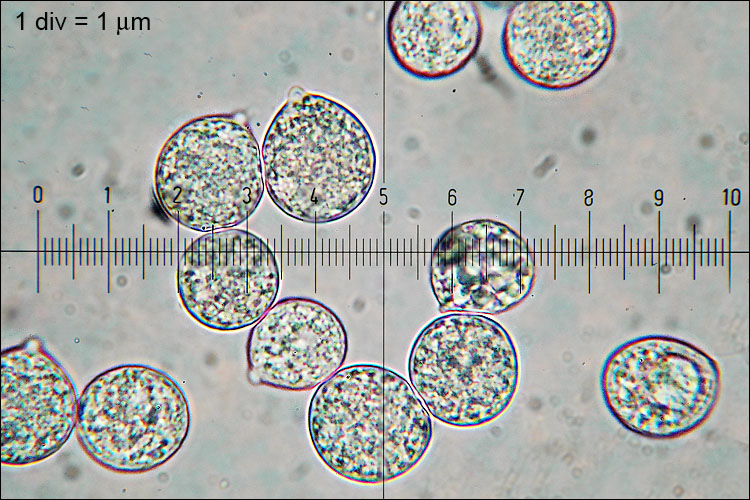
Sporen
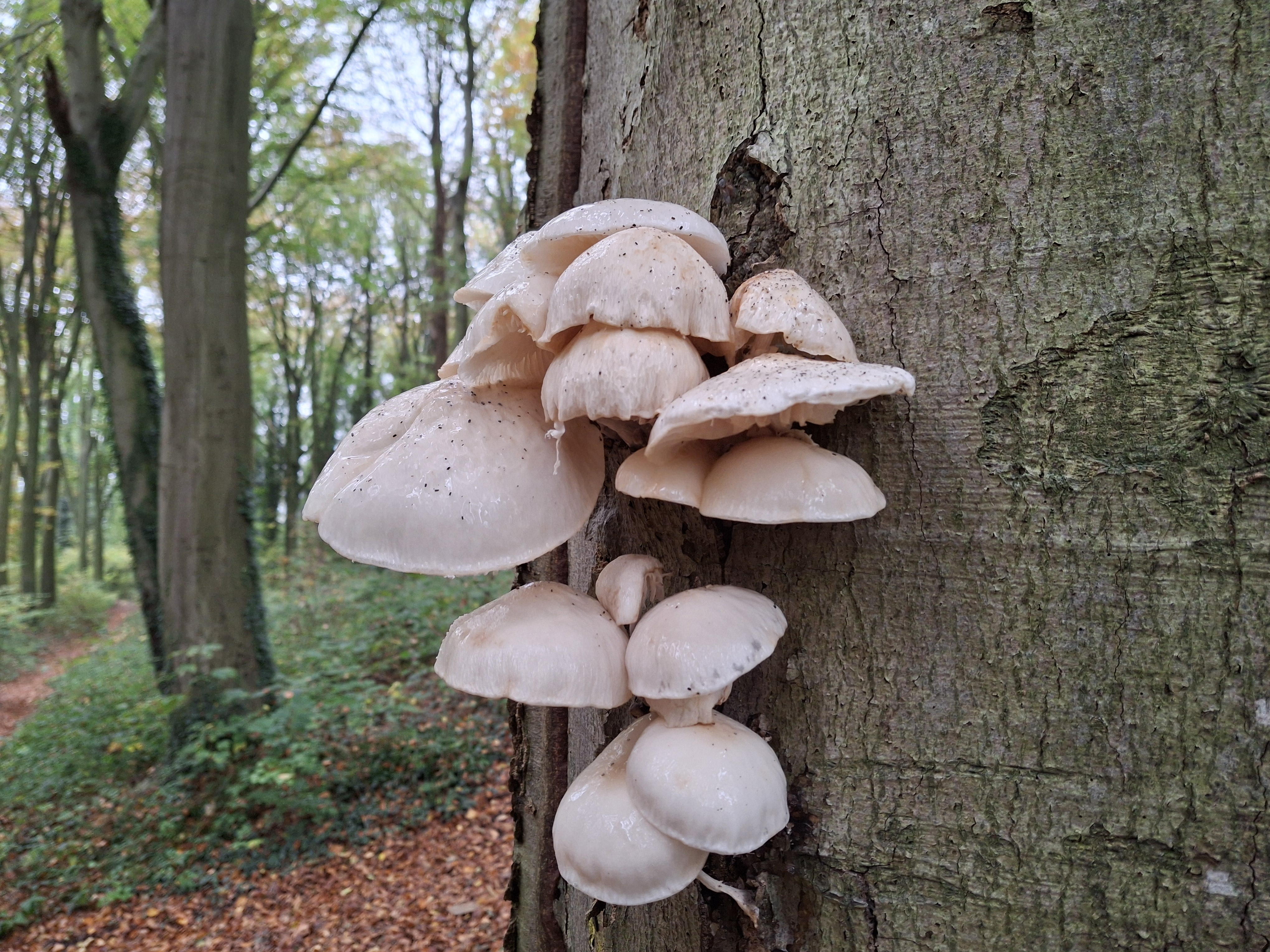
Op deze foto is de glimmende hoed goed te zien.